# Rudolph Hertzog

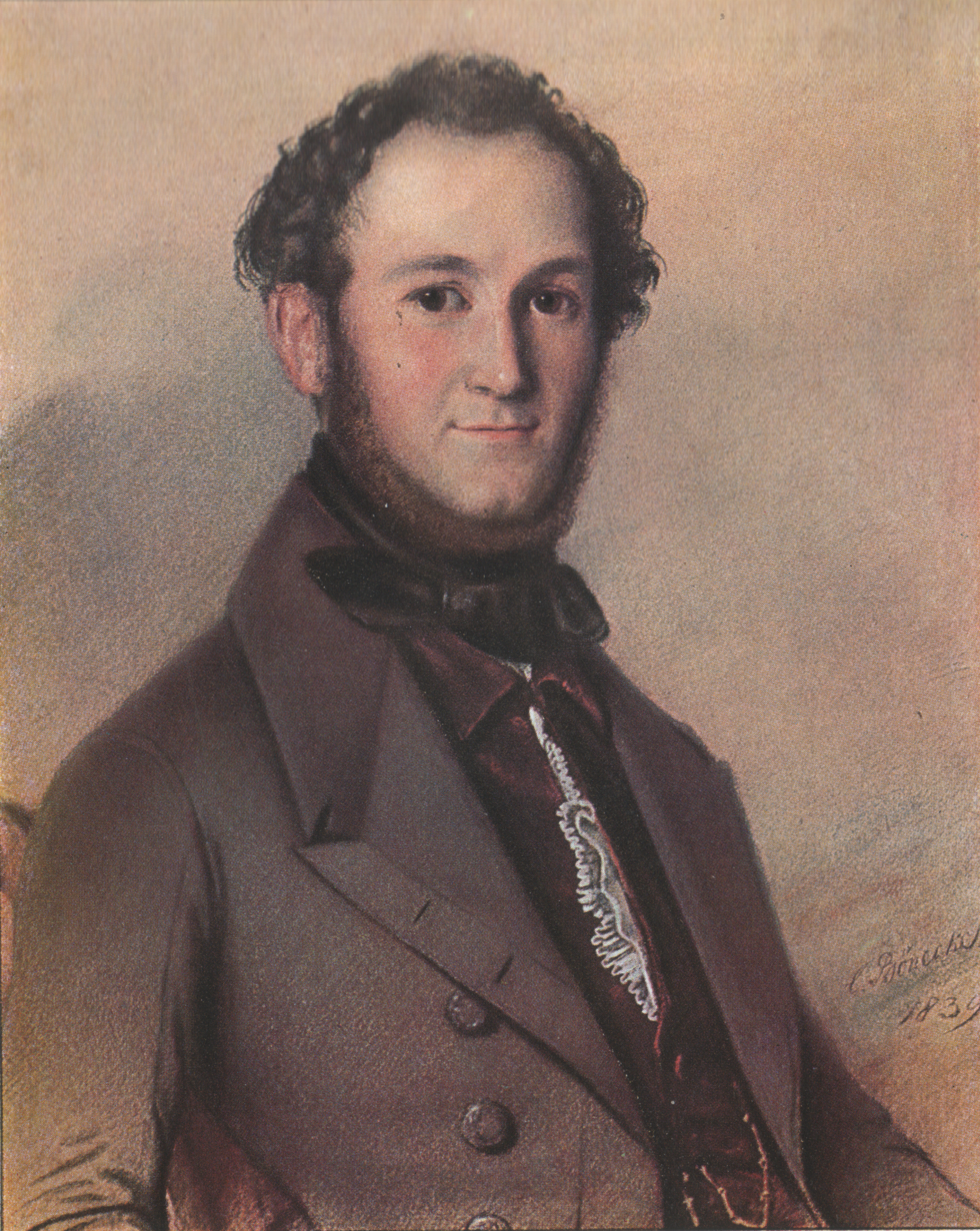
Rudolph Hertzog (1839)

Rudolph Carl Hertzog sen. (* 15. Juni 1815 in Berlin; † 2. Mai 1894 in Karlsbad) war ein deutscher Unternehmer im Textil-Einzelhandel.

## Leben
Hertzog begründete das bis nach dem Zweiten Weltkrieg überregional bekannte Kaufhaus Rudolph Hertzog in Berlin (im historischen Ortsteil Cölln). Das von ihm 1839 gegründete Manufakturwarengeschäft im Haus Breite Straße 13 entwickelte sich durch Versandhandel zu einer der bekanntesten Adressen für Möbel, Teppiche, Modewaren und Stoffe. Hertzog war einer der ersten, der in Berlin Festpreise einführte und Reklame-Anzeigen drucken ließ, ebenso eine jährlich erscheinende Agenda von etwa 200 Seiten Umfang, die unter anderem Paul Lindenberg und Rudolf Pietsch betreuten.
Noch zu Lebzeiten Bismarcks bot 1884 Rudolph Hertzog Kaiser Wilhelm I. an, mit einer Million Mark in Vorleistung für ein Bismarck-Denkmal in Berlin zu gehen. Dieses Ansinnen wurde aber abgelehnt.
Rudolph Hertzog begann 1839 als eines von ca. 150 schon bestehenden Manufakturwarengeschäften in Berlin. 1848 hatte sein Laden eine Größe von 155 m², doch der steigende Absatz erlaubte regelmäßige Umbauten. 1867 wies es 2.290, 1878 3.710 und 1892 dann 5.405 m² auf. 1904 errichtete das Unternehmen einen neuen imposanten Bau an der gegenüberliegenden Brüderstraße, so dass eine Gesamtfläche von 10.800 m² und 1912 schließlich 15.875 m² genutzt wurde. 1912 deckte der Kaufhauskomplex fast das gesamte Karree bis zur Brüderstraße zwischen Scharrenstraße und Neumannsgasse ab. Hier erinnerte eine von Adolf Brütt geschaffene Marmorbüste an den Unternehmensgründer. Vor dem Ersten Weltkrieg war Rudolph Hertzog das größte Kaufhaus Berlins, größer auch als die führenden Warenhäuser, namentlich Wertheim und Hermann Tietz.
Eine Filiale des Kaufhauses befand sich in Swakopmund in Deutsch-Südwestafrika, die heute noch steht.

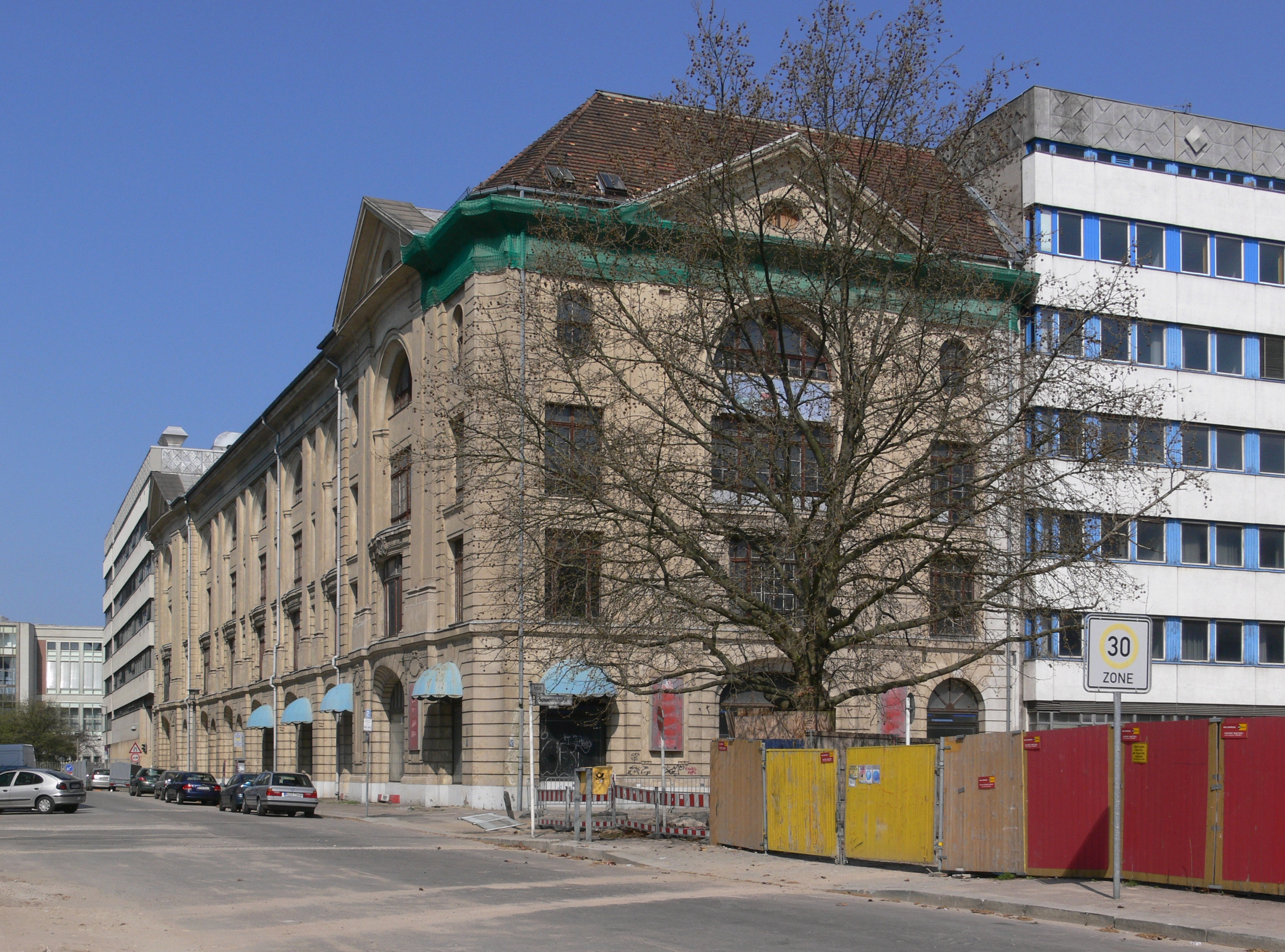
Einzig erhaltener Teil des ehemaligen Kaufhauses Hertzog an der Brüderstraße in Berlin-Mitte (2009)

Letztes Gebäude des Unternehmens in Berlin an der Ecke Brüderstraße / Scharrenstraße war ein noch bestehendes, in der Fassade nach Beseitigung der Kriegsschäden etwas vereinfachtes viergeschossiges Bauwerk mit verputzter Fassade in neobarocken Formen mit Eingangsfront, 1908/1909 von dem Architekten Gustav Hochgürtel geschaffen. Die anderen Gebäude wurden im Zuge der Neubebauung und -gestaltung der Breite Straße abgerissen.
Der Sohn Rudolph L. Hertzog und der Enkel Rudolph Hertzog führten das Unternehmen „Rudolph Hertzog“ fort. Da die Besitzer christlich waren, überstanden sie mit ihrem Unternehmen als einzige der Berliner „Konfektionsgründer“ die Zeit des Nationalsozialismus. Im Jahr 1949 wurden die Erben, die das jetzt im kommunistisch regierten Ostteil Berlins gelegene Geschäft bis dato geleitet hatten, jedoch enteignet. 1970 wurde das Gebäude umfassend instand gesetzt. Danach befand sich bis 1990, zum Ende der DDR, in dem Gebäude ein Hochzeitsausstatter und ein Jugendmode-Kaufhaus. In den Jahren 2015 bis 2018 wurde das Gebäude kernsaniert.
Rudolph Hertzog ist auf dem Friedhof der Dorotheenstädtischen und Friedrichswerderschen Gemeinden II beigesetzt. Das Grabmal der Familie Hertzog auf dem Friedhof steht unter Denkmalschutz.

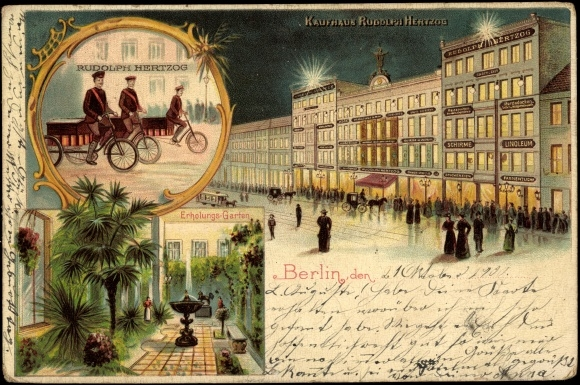
Kaufhaus Rudolph Hertzog, Ansichtskarte, um 1900
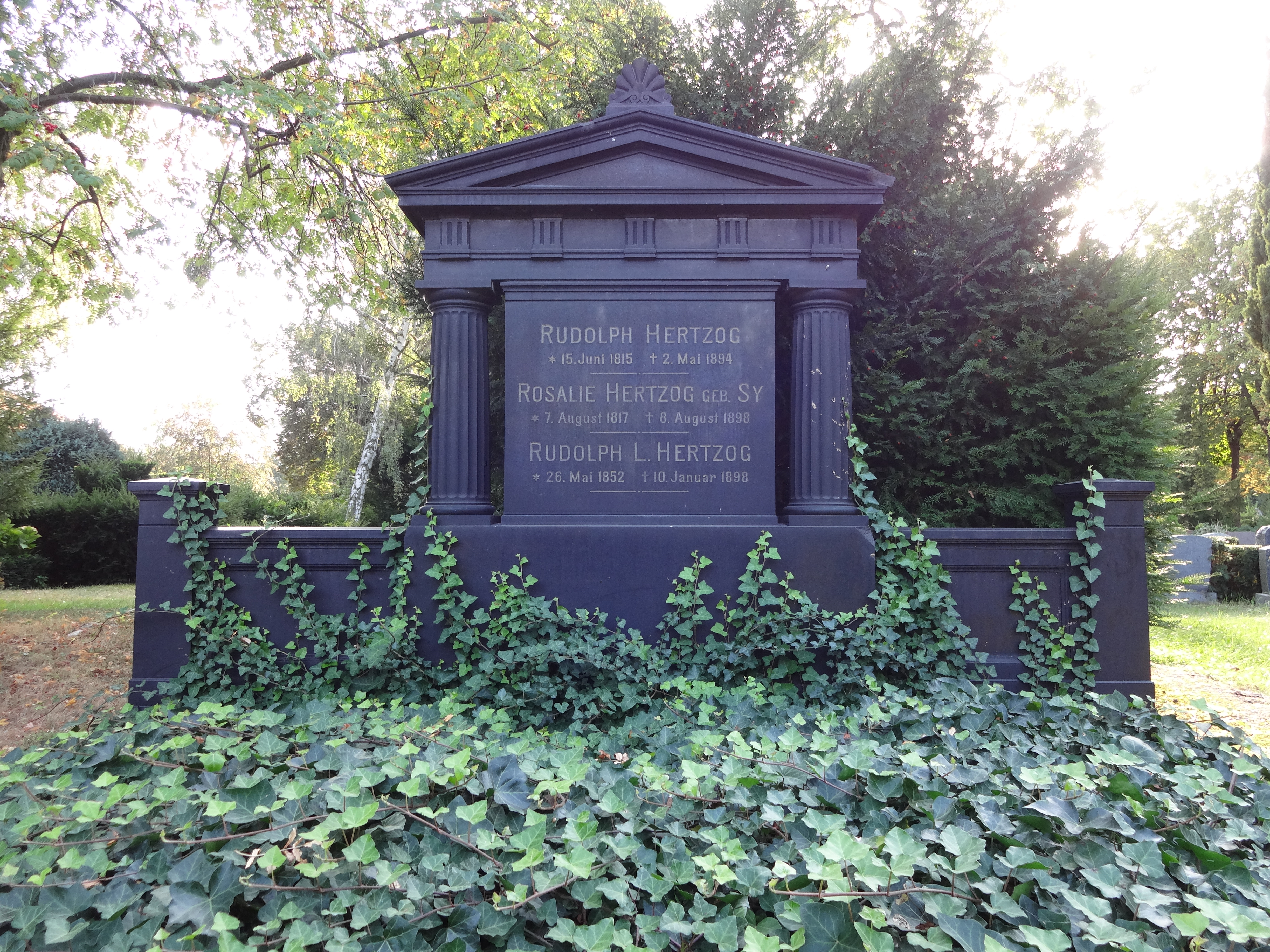
Grabmal der Familie Hertzog